# Ernst Koerner

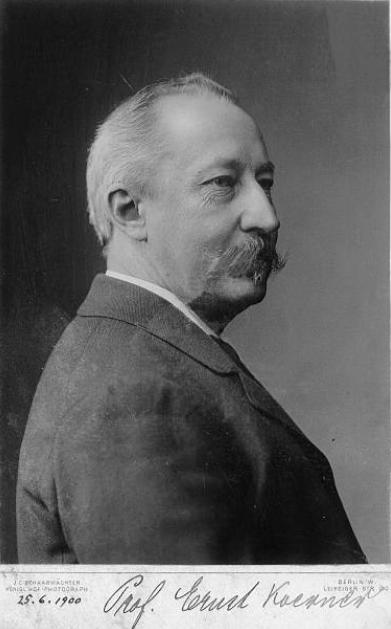
Professor Ernst Koerner (um 1900). Fotografie von Julius Cornelius Schaarwächter

Ernst Karl Eugen Koerner (* 3. November 1846 in Stibbe, Kreis Deutsch Krone; † 30. Juli 1927 in Berlin) war ein deutscher Landschaftsmaler.

## Leben

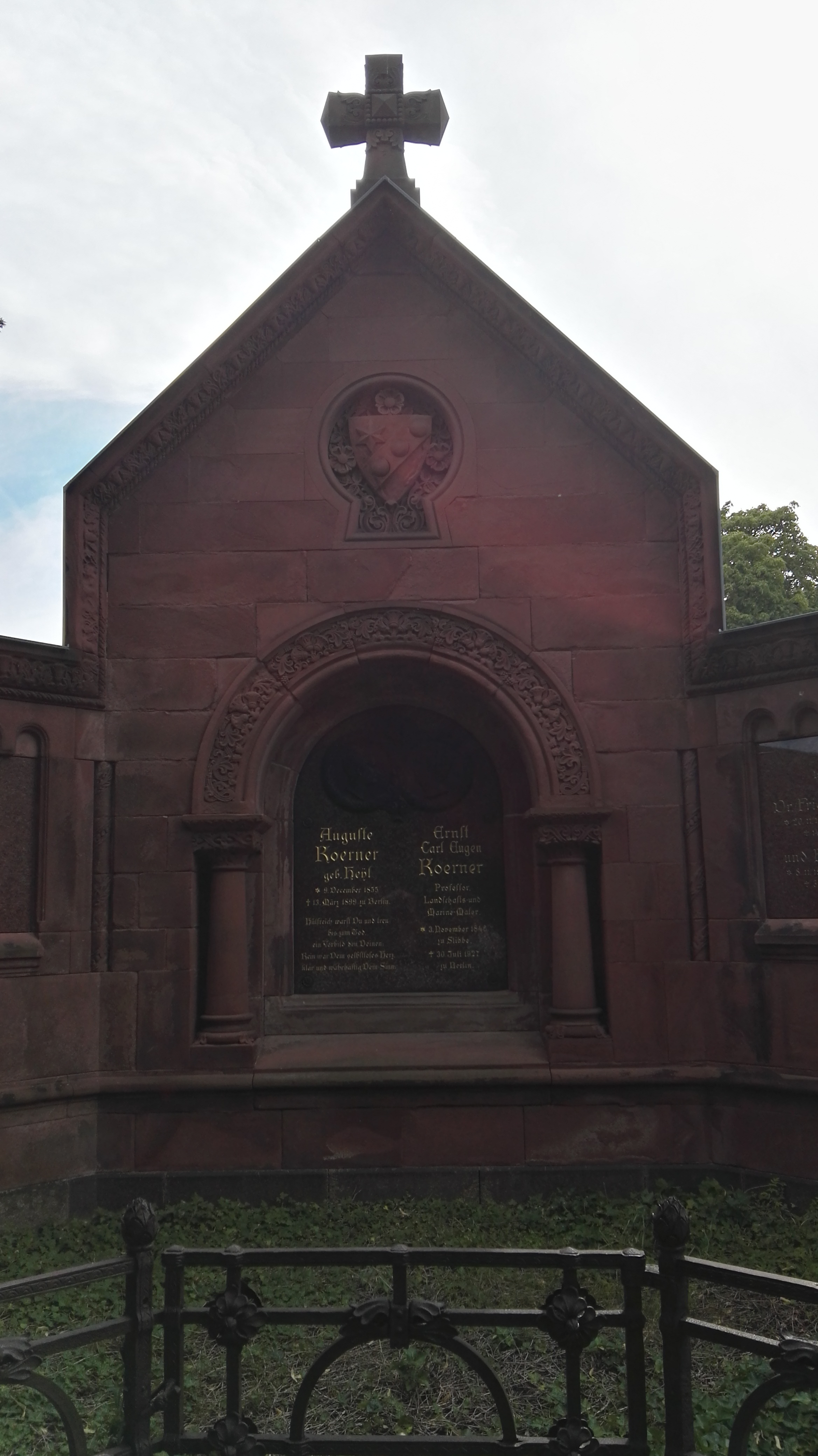
Grab Koerners

Ernst Koerner besuchte ein Berliner Gymnasium, zugleich 1861 das Atelier von Hermann Eschke, dem er seine Hauptausbildung verdankt. Später arbeitete er auch bei Carl Steffeck und Gottlieb Biermann. Dann machte er Studienreisen an den Küsten der Nord- und Ostsee, im Harz, im nördlichen Frankreich (1868), in Italien, in England und Schottland (1872) und mit noch größerem Erfolg nach Ägypten und dem ganzen Orient (1873 und 1874). 1878, 1886 und 1905 war er erneut in Ägypten, 1882 in Spanien.
1894 wurde er Professor und in den Jahren von 1895 bis 1899 Vorsitzender des Vereins Berliner Künstler. Koerner fertigte auch Kirchenbilder, z. B. für den Altar der Erlöserkirche in Berlin-Rummelsburg.
Ernst Koerner hatte aus seiner Ehe mit Auguste Heyl eine Tochter und drei Söhne: den Juristen und Genealogen Bernhard Koerner (1875–1952), Otto Koerner (1880–1940), später Senatsrat beim Reichspatentamt, und den Rittergutsbesitzer Ludwig Koerner von Gustorf (1888–1974).
Ernst Koerner starb 1927 im Alter von 80 Jahren in Berlin. Sein Grab befindet sich auf dem Luisenstädtischen Friedhof in Berlin-Kreuzberg.

## Werke (Auswahl)
Bekannt wurde Koerner vor allem durch seine Ägyptenbilder, auf denen er die altägyptische Architektur darzustellen pflegte, teilweise mit blutroten Sonnenuntergängen verbunden. Seine Malerei war von Eduard Hildebrandt beeinflusst.

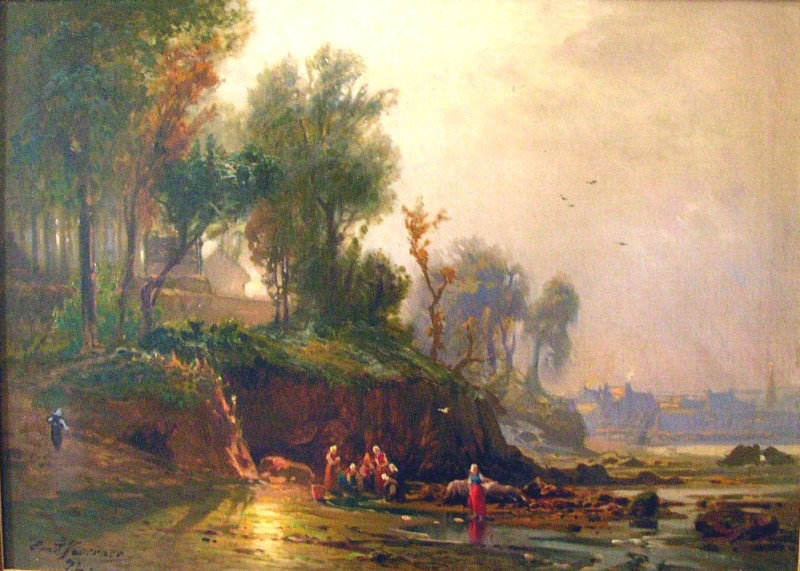
Uferlandschaft mit Wäscherinnen, 1872

- Das Goldne Horn (1873, ehem. im Besitz des Kaisers Friedrich III.)
- Suez (1874, ehem. Museum in Stettin)
- Mahmudiehkanal (1885)
- Baalbek am Libanon
- See vor Alexandria
- Memnonskolosse bei Sonnenuntergang (1879)
- Siut in Oberägypten im Abendrot
- Ausgrabung der Sphinx, 1887
- Tempel von Karnak
- Pyramiden bei Memphis
- Pyramiden von Gizeh in Morgenstimmung
- Akropolis in Athen
- Hof in Sevilla